# César Peixoto
Paulo César Silva Peixoto (nacido el 12 de mayo de 1980 en Guimarães) es un exfutbolista portugués.

## Trayectoria
Después de jugar sus dos primeras temporadas como profesional en el modesto Clube Caçadores das Taipas, Peixoto firmó por el C.F. Os Belenenses, gracias al exjugador João Cardoso. Peixoto marcó 7 goles en su temporada de debut. Cuando José Mourinho dejó el Sport Lisboa e Benfica por el FC Porto en julio de 2002, Peixoto hizo lo mismo.
Sin embargo, su carrera en el Porto no fue como estaba planeado: no consiguió ganarse un puesto en el primer equipo, y en su primera temporada solo jugó 15 partidos, marcando 3 goles. Se lesionó de gravedad en un partido de la UEFA Champions League ante el Olympique de Marseille el 22 de octubre de 2003 y, aunque a primera vista no era grave (continuó corriendo y jugando unos pocos minutos), al siguiente día fue diagnosticada una fractura del ligamento cruzado anterior, lo que le obligó a perderse la mayoría de la temporada 2003-04.
Después de su recuperación, Peixoto estrelló su Mercedes-Benz SL500 mientras se dirigía al centro de entrenamiento del Porto en Vila Nova de Gaia, y aunque él solo se hizo pequeños moratones, el coche fue destrozado completamente. Su imagen como profesional se deterioró mucho por el accidente, y en la siguiente temporada fue cedido al Vitória de Guimarães. En la temporada 2005-06 volvió al Porto.
Después de marcar 2 goles ante el Associação Naval 1.º de Maio en una victoria por 3 a 2, Peixoto sufrió de nuevo una grave lesión en el tobillo que lo mantuvo alejado del campo el resto de la temporada, eliminando así cualquier esperanza de jugar la Copa del Mundo. No fue tenido en cuenta por el entonces entrenador del Porto, Co Adriaanse, y fue cedido al RCD Espanyol para la temporada 2006-07, finalmente perdiendo toda relación con el Porto en marzo de 2007. Previamente, el 27 de febrero, también había terminado su contrato con el Espanyol, pues no tuvo ninguna aparición destacable.
El 30 de mayo de 2007, Peixoto firmó por 3 años con el Sporting de Braga, y declaró que estaba encantado de unirse "...el cuarto club más grande de Portugal."
Peixoto se negó a participar en los partidos del Braga de la UEFA Europa League frente al IF Elfsborg, después de saberse que el Sport Lisboa e Benfica estaba interesado en él, con lo cual fue suspendido por el club. El 7 de agosto de 2009, fue traspasado al Benfica por 400.000€. Sin embargo, el Braga se quedó con el 50% de los derechos del jugador. Pasó la mayor parte de su primera temporada jugando como lateral izquierdo, peleando por la posición con Fabio Coentrão.

## Selección nacional
Peixoto debutó con Portugal el 19 de noviembre de 2008, apareciendo como sustituto en un partido amistoso contra Brasil.

## Clubes
| Club              | País     | Año         |
| ----------------- | -------- | ----------- |
| Caçadores Taipas  | Portugal | 1999 - 2001 |
| Belenenses        | Portugal | 2001 - 2002 |
| FC Oporto         | Portugal | 2002 - 2007 |
| Vitória Guimarães | Portugal | 2005        |
| RCD Espanyol      | España   | 2006 - 2007 |
| S.C. Braga        | Portugal | 2007 - 2009 |
| SL Benfica        | Portugal | 2009 -2012  |
| Gil Vicente FC    | Portugal | 2012-2014   |

## Palmarés

### Campeonatos nacionales
| Título                       | Club       | País     | Año     |
| ---------------------------- | ---------- | -------- | ------- |
| Primera División de Portugal | FC Porto   | Portugal | 2002-03 |
| Copa de Portugal             | FC Porto   | Portugal | 2002-03 |
| Supercopa de Portugal        | FC Porto   | Portugal | 2003    |
| Primera División de Portugal | FC Porto   | Portugal | 2003-04 |
| Supercopa de Portugal        | FC Porto   | Portugal | 2004    |
| Primera División de Portugal | FC Porto   | Portugal | 2005-06 |
| Primera División de Portugal | SL Benfica | Portugal | 2009-10 |
| Copa de la Liga de Portugal  | SL Benfica | Portugal | 2009-10 |

### Copas internacionales
| Título                       | Club     | País     | Año     |
| ---------------------------- | -------- | -------- | ------- |
| UEFA Europa League           | FC Porto | Portugal | 2002-03 |
| Liga de Campeones de la UEFA | FC Porto | Portugal | 2003-04 |

## Vida personal
En 2005, aparecieron en la prensa rosa fotos de Peixoto y la presentadora y modelo Isabel Figueira bailando y abrazándose, y después de unas semanas anunciaron su compromiso.
La pareja tuvo a su hijo Rodrigo el 2 de septiembre de 2006. Sin embargo, se divorciaron en octubre de 2007.